# Nancy Rock
Der Nancy Rock ist ein Klippenfelsen im Archipel der Südlichen Shetlandinseln. Er liegt 3 km westlich der Flat Top Peninsula von King George Island.
Das UK Antarctic Place-Names Committee benannte ihn 1961 nach dem US-amerikanischen Robbenfänger Nancy aus Salem unter Kapitän Benjamin Upton, der zwischen 1820 und 1822 in den Gewässern um die Südlichen Shetlandinseln operierte.